# Alanis Morissette
Pour les articles homonymes, voir Morissette.
Alanis Morissette [əˈlɑːnɪs ˌmɒɹɪˈsɛt], née le 1er juin 1974 à Ottawa, est une chanteuse contemporaine canadienne.
Sa carrière internationale a commencé en 1995 avec l'album Jagged Little Pill, qui a connu un succès considérable avec 33 millions de disques vendus,,,.
Sur l'affiche de sa tournée, 2020 World Tour, elle revendique 60 millions de disques vendus, 7 Grammy Awards, 16 disques de platine et 1 disque de diamant sur le sol américain.

## Biographie

### Naissance et débuts
Alanis Nadine Morissette est née le 1er juin 1974 à Ottawa, en Ontario, (Canada). Elle est la fille d'Alan Morissette, professeur de français, et de Georgia-Mary-Ann Feuerstein. Son père est franco-ontarien et sa mère hongroise. Elle a un frère aîné, Chad, et un frère jumeau Wade, également musicien,. De 1977 à 1980, la famille a habité Lahr (en Forêt-Noire, Allemagne). En 1981, à sept ans, elle prend des cours de danse,.
À 9 ans, Alanis écrit sa première chanson. Ses parents l'encouragent à s'engager dans une carrière artistique et elle passe des auditions pour des émissions de télévision. L'argent qu'elle touche pour l'animation d'une émission télé-jeunesse (You Can't Do That On Television) lui permet de sortir un CD comprenant Fate Stay With Me (qu'elle a écrite à neuf ans) et Find The Right Man alors qu'elle n'a que 11 ans. Elle joue également sur les planches avec une troupe de théâtre : the Orpheus Musical Theatre Society.
À New York, Alanis gagne le droit de participer à Star Search, une émission américaine de révélation de talents de la chanson. Elle utilise Alanis Nadine comme nom de scène. Elle part pour Los Angeles pour participer au concours télévisé, mais perd au premier tour.

### AlanisetNow Is the Time(1990–1992)
En 1990, Alanis signe avec la maison de disques MCA Records Canada et sort son premier album, Alanis, en 1991 avec le producteur Leslie Howe. Elle laisse alors tomber son nom de scène et se fait seulement appeler Alanis. Cet album dance/pop seulement distribué au Canada, est certifié double disque de platine, et son premier single, Too Hot, atteint le Top 10 des charts canadiens. Trois autres singles sont ensuite extraits de l'album : Feel Your Love, Walk Away et Plastic.
En 1992, la chanteuse est mise en candidature pour trois prix Juno (ces prix sont remis à des artistes canadiens œuvrant dans la musique) : Chanson de l'année (Too Hot), meilleur artiste féminin, et Meilleur espoir féminin, qu'elle remporte. La même année, elle sort Now is the Time. Le style de ce nouvel album s'éloigne du précédent (dance/pop) et comporte le single An Emotion Away. Cependant, l'album se vend deux fois moins que le précédent. Son contrat avec MCA Records Canada ne portant que sur deux albums, elle se retrouve sans maison de disques.

### Rencontre avec Glen Ballard (1993–1994)
En 1993, Alanis quitte sa ville natale d'Ottawa pour s'installer à Toronto. Elle y rencontre une bande de paroliers, mais les résultats ne sont pas satisfaisants. Elle ne trouve pas non plus ce qu'elle cherche après un séjour à Nashville, quelques mois plus tard. Alanis commence alors à faire des voyages à Los Angeles et à travailler avec le plus de musiciens possible, dans l'espoir de rencontrer un collaborateur. C'est là qu'elle rencontre le producteur et compositeur Glen Ballard. Selon Glen Ballard, le coup de foudre musical a été instantané et en 30 minutes ils avaient commencé à tester différents sons dans le studio de la maison de Glen Ballard[réf. nécessaire]. Le premier résultat de leur rencontre est une chanson appelée The Bottom Line. À cette période, elle ouvre en concert pour Vanilla Ice.
Le moment décisif de cette collaboration est la chanson Perfect qui a été écrite et enregistrée en 20 minutes. Alanis a improvisé les paroles alors que Glen Ballard jouait de la guitare. La version de la chanson qui apparaît sur l'album Jagged Little Pill est le résultat de la seule et unique prise son en studio. Alanis et son producteur/collaborateur Glen Ballard ont enregistré les chansons de l'album Jagged Little Pill en même temps qu'ils en écrivaient et composaient les titres. Selon la chanteuse, Glen Ballard a été le premier collaborateur qui l'a encouragée à exprimer ses émotions. Au printemps 1995, Alanis signe un contrat avec le label créé par Madonna, Maverick Records[réf. nécessaire].

### Jagged Little Pill(1995–1998)
En 1995, à l'âge de 21 ans, Alanis sort son premier album international, Jagged Little Pill. Les ventes espérées de l'album étaient basses puisque le directeur et futur ami d'Alanis, Scott Welsh, admettra plus tard qu'il ne s'attendait pas à ce que l'album dépasse les 250 000 exemplaires. Le disque débute 118e au classement Billboard 200 (classement des 200 meilleures ventes d'albums aux États-Unis). Les choses changent rapidement quand, à Los Angeles, le DJ d'une station de radio populaire est emballé par la chanson You Oughta Know et commence à la jouer en boucle. La chanson retient immédiatement l'attention des auditeurs et le clip vidéo entre en diffusion sur MTV.
Alors que You Oughta Know est un succès, l'album Jagged Little Pill atteint le sommet des palmarès. Après Hand in my Pocket, le troisième single Ironic est devenu le plus gros succès d'Alanis (les critiques ont noté que plusieurs des situations décrites par la chanteuse n'étaient pas réellement ironiques.) You Learn et Head Over Feet, respectivement le quatrième et cinquième single, placent Jagged Little Pill dans le Top 20 du Billboard pendant plus d'une année. L'album continue à se vendre, atteint 16 millions d'exemplaires aux États-Unis, et totalise plus de 30 millions d'exemplaires dans le monde, faisant de Jagged Little Pill un des disques les plus vendus au monde dans la catégorie de premier album international.
Alanis se voit reprocher d'avoir collaboré avec le producteur et supposé créateur de stars Glen Ballard, bien qu'elle ait écrit toutes les paroles et une grande partie de la musique de l'album (de plus, une telle collaboration n'était pas rare pour beaucoup d'artistes solos à l'époque). L'album est mis en candidature pour six prix Grammy. À la cérémonie, en 1996, elle chante You Oughta Know. Durant la soirée, elle remporte les titres de Meilleure artiste féminine, Meilleure chanson rock, Meilleur album rock, et Meilleur album. À la fin de l'année 1995, Alanis entame une tournée mondiale de dix-huit mois en commençant dans de petits clubs et finissant dans de grandes salles de concert. Elle sort une vidéo de sa tournée intitulée Jagged Little Pill, Live, qui plus tard gagnera le prix Grammy de Meilleure vidéo musicale.

### Supposed Former Infatuation Junkie(1998–2002)
En 1998, Alanis enregistre Uninvited, une chanson pour la bande originale du film La Cité des anges. Le titre n'a jamais été sorti en single mais a reçu un franc succès radio en Amérique du Nord. Plus tard dans l'année, la chanteuse sort l'album Supposed Former Infatuation Junkie, collaborant de nouveau avec Glen Ballard. Les fans et les critiques n'étaient pas préparés à la nouvelle approche musicale d'Alanis : la plupart des chansons sur le disque, y compris The couch et Unsent, remettent en question les modèles traditionnels d'écriture par l'absence de refrain.
Sitôt sorti, l'album se vend extrêmement bien. Il débute numéro un dans les charts du Billboard 200, empochant au passage le record de vente d'albums en une semaine pour une artiste féminine avec des ventes à 469 000 copies (par la suite éclipsées par Oops… I did it again de Britney Spears). Après 28 semaines passées au Billboard 200, elle aura vendu 2,5 millions d'albums aux États-Unis. Dans le monde entier, il s'en vendra environ 7 millions de copies. Supposed Former Infatuation Junkie a reçu des avis positifs, y compris un article élogieux (4 étoiles) dans le magazine américain Rolling Stone.
En 1999, la chanson Uninvited remporte deux prix Grammy pour la meilleure chanson rock et la Meilleure artiste féminine dans une chanson Rock. Le premier single de l'album, Thank U est également nommé pour un Grammy pour le titre de Meilleure Artiste Féminine dans une chanson Pop. Le clip de cette chanson fait beaucoup parler de lui : elle se trouve en effet nue dans la rue. Polémique bien superficielle puisque toutes les parties "sensibles" sont cachées par ses longs cheveux ou un carré flou et que le clip est nimbé d'une ambiance extrêmement poétique. La même année, Alanis sort un album acoustique extrait de la session enregistrée pour l'émission MTV Unplugged. L'album inclut une chanson appelée No Pressure over cappucino qu'elle a écrite avec son guitariste, Nick Lashley. Elle fait également les chœurs sur les chansons Don't Drink the Water et Spoon de l'album Before These Crowded Streets du groupe Dave Matthews Band.
En 1999, la chanteuse enrichit son CV en s'essayant au cinéma. Elle apparaît en tant que Dieu dans Dogma le film de Kevin Smith. Ce dernier, un fan d'Alanis Morissette, lui demande d'être dans le film à plusieurs reprises. À cause d'un emploi du temps très chargé, elle accepte le rôle de Dieu, qui n'implique pratiquement aucun dialogue et qui nécessite seulement une apparition à la fin du film. Elle signe le titre Still sur la BO du film. Elle apparaît également dans les deux séries phare de la chaîne HBO Sex and the City et Curb Your Enthusiasm et joue dans la pièce de théâtre The Vagina Monologues (les Monologues du Vagin).

### Under Rug Swept(2002–2004)
En 2002, après une absence de quatre ans, Alanis Morissette sort son troisième album studio Under Rug Swept, auquel Glen Ballard ne collabore pas. Pour la première fois, la chanteuse est autrice et productrice avec l'aide de ses musiciens (Joel Shearer, Nick Lashley, Chris Chaney, Gary Novak) qui ont joué la majorité des instruments.
L'album est porté par le single Hands Clean et débute à la première place du Billboard 200, vendant 215 000 copies la première semaine. Under Rug Swept se vend à près d'un million d'exemplaires aux États-Unis, bien que seul le single Hands Clean reçoive une diffusion en radio.
L'album n'est pas nommé au Grammy Awards mais Alanis gagne un Juno Award au Canada pour le titre de Producteur de l'année.
En décembre 2002, la chanteuse sort le CD/DVD, Feast on Scraps, qui inclut un concert et ses coulisses ainsi que huit titres enregistrés lors de la session studio de l'album Under Rug Swept. L'album a été nommé comme meilleur DVD musical au Juno Award. En novembre 2003, Alanis joue dans la pièce The Exonerated joué sur l'off-broadway (salles moins prestigieuses et importantes que sur Broadway).

### So Called Chaos(2004)
En mai 2004, la chanteuse sort son quatrième album studio, So-Called Chaos dont elle a écrit toutes les chansons, et qu'elle a coproduit avec Tim Thorney et John Shanks. Se vendant à plus de 115 000 copies durant la première semaine de sa sortie, l'album débute numéro cinq au billboard 200 et recueille des critiques généralement favorables. Le premier single Everything sort en mars 2004 et remporte un certain succès sur les radios Adult Contemporary aux États-Unis (type de radio américaines diffusant de la pop destiné aux adultes) et en Europe. Pour éviter une censure aux États-Unis dans la première ligne de la chanson Everything, sa version radio et celle du clip changent le mot asshole (trouduc) en nightmare (cauchemar). De plus, ce clip est inclus lors de l'installation de Microsoft Windows XP Media Center Édition 2005. Deux autres singles suivent : Out is Through et Eight Easy Steps. Un remix de Eight Easy Steps rentre quand même dans le top10 des chansons dance aux États-Unis.
En juin 2004, Alanis Morissette annonce ses fiançailles avec l'acteur canadien Ryan Reynolds. Elle participe également au film réalisé par Irwin Winkler en jouant la comédie et chantant le titre Let's Do It dans De-Lovely dont elle fait la promotion au Festival de Cannes. La chanteuse présente aussi les Juno Award 2004 et part en tournée aux États-Unis durant l'été avec ses amis canadiens de longue date le groupe des Barenaked Ladies.

### Jagged Little Pill: AcousticetThe Collection(2005–2008)

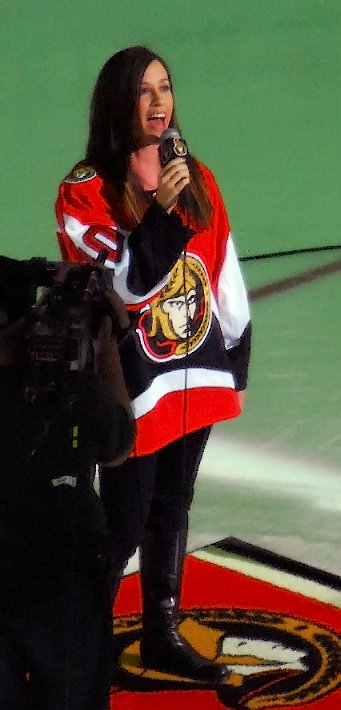
Alanis Morissette chante les hymnes américains et canadiens à la finale de la Coupe Stanley de 2007.

Le 11 février 2005, Alanis Morissette est naturalisée américaine tout en maintenant sa citoyenneté canadienne. Elle se considère alors comme canado-américaine. Le même mois, elle apparaît comme guest dans le premier épisode de la série télévisée Degrassi: The Next Generation de Kevin Smith (avec qui elle avait travaillé sur le film Dogma).
À l'occasion du dixième anniversaire de la sortie de Jagged Little Pill, Alanis en sort une version acoustique studio le 13 juin 2005 intitulée Jagged Little Pill: Acoustic. La chaîne de télévision CNN annonce que l'album sera exclusivement disponible auprès de la chaîne de café Starbucks pendant six semaines (concept Hear Music de Starbucks), tout comme pour le lancement succès de l'album Genius Loves Company de Ray Charles. Ce choix provoque beaucoup de polémiques, et des compagnies telles que HMV au Canada enlèvent de leur catalogue de ventes la totalité des albums de la chanteuse pendant la durée de l'opération Hear Music de Starbucks. Il s'en vend environ 330 000 copies aux États-Unis et un million dans le monde. L'album sort finalement dans toutes les chaînes de magasins la dernière semaine de juillet. Cette version inclut des titres non présents sur la version Starbucks. Jagged Little Pill: Acoustic part en concert dans une tournée de deux mois durant l'été 2005, la chanteuse le jouant dans de petites et intimes salles de concert.
Le 14 octobre, Alanis Morissette sort la reprise d'un tube de Seal de 1991 Crazy en tant que single de son album Alanis Morissette : The collection. La chanson atteint le numéro 9 au Billboard Adult Top40[réf. nécessaire]. The Collection sort le 15 novembre 2005, et suit le 6 décembre 2005 une édition limitée de l'album comprenant un DVD contenant un documentaire ainsi que deux clips vidéo inédits King of Intimidation et Can't not. Le DVD inclut également 90 secondes du clip inédit de Joining You. Alanis Morissette contribue à la BO du film Le Monde de Narnia : Le Lion, la Sorcière blanche et l'Armoire magique (au Québec, L'armoire magique) en composant le titre Wunderkind. La chanson est nommée aux Golden Globe comme Meilleure chanson Originale.
En 2006, le site officiel de la chanteuse annonce qu'elle prend une pause d'une durée indéterminée dans sa carrière de chanteuse après l'enregistrement d'un album durant l'été. Elle se consacre en parallèle à l'écriture d'une biographie. En avril, Alanis reprend son rôle dans la pièce The Exonerated à Londres du 23 au 28 mai 2006. En octobre, Alanis fait jaser à nouveau avec un caméo remarqué. Elle campe le rôle d'une lesbienne dans la très populaire série américaine Nip/Tuck le temps de trois épisodes. La chanteuse confirme dans une entrevue accordée au TV Guide qu'elle devrait reprendre le chemin du studio au cours du mois de novembre. Elle affirme que l'album émergera de lui-même et qu'il se fera dans une ambiance dépourvue de pression.
Le 1er avril Alanis sort un titre parodique de la chanson des Black Eyed Peas My Humps, qu'elle transforme pour l'occasion en ballade plaintive au piano. La vidéo du single, dans laquelle elle danse de manière provocante avec un groupe d'hommes, afin de se moquer des bimbos, démontre une fois de plus son engagement quant au retour des valeurs importantes (tendresse, famille, don de soi) par rapport aux valeurs mercantiles. Également en avril, elle interprète avec Tom Morello, au Hotel Café de Los Angeles, le titre inédit Not as We[réf. nécessaire]. Au mois de septembre, Alanis présente au Elevate Film Festival le videoclip de Underneath titre également inédit. La video, sur le thème de l'eau, a été écrite tournée et montée en 2 jours dans le cadre du festival. Sa chanson Uninvited est reprise par le groupe dance Freemasons.

### Flavors of Entanglement(2008–2010)
En janvier 2008, elle participe, avec Mutemath, à la tournée de concerts Exile in America du groupe de rock Matchbox Twenty. Ensuite, Alanis lance son septième album en carrière, Flavors of Entanglement, le 2 juin 2008 à travers le monde, et le 10 juin 2008 en Amérique du Nord. Le premier single de l'album, Underneath, déferle sur le monde avec une deuxième version du clip fait pour la chanson, une version « officielle » selon Alanis. De cela découle une tournée mondiale qui l'amène en Europe et en Amérique du Nord. En octobre 2008, Alanis lance le single Not As We avec un clip pour appuyer la chanson.
Début 2009, Alanis repart pour une tournée des stades cette fois-ci en Amérique Latine. Le 28 février 2010, Alanis participe au spectacle de clôture des Jeux Olympiques d'hiver de Vancouver en interprétant la chanson Wunderkind.

### Havoc and Bright Lights(2010-2012)
Alanis Morissette publie plusieurs morceaux issus de bande originale de film, comme I Remain en 2009 sur le film Prince of Persia : Les Sables du Temps ou Professional Torturer en 2010 qui apparaît sur la B.O du film Radio Free Albemuth dans lequel elle tient le rôle principal. Le 23 mai 2011, à l'occasion de son premier anniversaire de mariage, elle publie le titre inédit Into A King.
Un nouvel album "Havoc and Bright Lights" sort le 22 août 2012. Spiral et Guardian ont été chantés au Guitar Center sessions. Havoc est une ballade et Celebrity parle de la célébrité en Amérique. Le premier single est Guardian. Une tournée mondiale intitulée "Guardian Angel tour" est organisée entre juin et décembre 2012 afin de promouvoir cet album.

### Such Pretty Forks in the Road(2020)
Le 6 décembre 2019 est mis en ligne Reasons I Drink, le premier extrait du nouvel album Such Pretty Forks in the Road. Un second extrait, Smiling, est mis en ligne le 24 février. L'album sort le 31 juillet 2020. La même année, Alanis déclare que Kate Bush l'a inspirée à être chanteuse

## Autre activité
La chanteuse fait une pause musicale après la sortie de Havoc and Bright Lights. Cependant, entre octobre 2015 et décembre 2018, elle redevient officiellement active en animant le podcast Conversation with Alanis Morissette sur les réseaux sociaux (Itunes, YouTube...), et sur son site officiel. Ce podcast se compose d'une vingtaine d'échanges avec des auteurs, enseignants ou philosophes, tournant autour de sujets philosophiques, psychologiques, développementaux et sociétaux.

## Vie privée
En 2002, elle rencontre l'acteur canadien Ryan Reynolds. Le couple annonce ses fiançailles en juin 2004. En février 2007, les agents d'Alanis Morissette et de Ryan Reynolds déclarent que les deux artistes ont mutuellement décidé de mettre fin à leur union. À la suite de cette séparation, Alanis Morissette compose l'album Flavors of Entanglement, évoquant son chagrin lié à leur rupture.
Elle s'est mariée le 22 mai 2010 avec son compagnon actuel, le rappeur Souleye (de son vrai nom Mario Treadway) lors d'une cérémonie secrète. En août 2010, elle annonce qu'elle attend son premier enfant, nommé Ever Imre Morissette-Treadway, né le 25 décembre 2010. En février 2016, elle annonce qu'elle attend son deuxième enfant. Le 23 juin 2016, elle donne naissance à une fille nommée Onyx Solace Morissette-Treadway. Le 25 mars 2019, elle poste une photo sur son compte Instagram annonçant sa troisième grossesse. Le 8 août 2019, elle accouche d'un garçon, Winter Mercy Morissette-Treadway. 
Dans une interview publiée sur le site terrafemina.com, elle déclare « avoir été victime d'abus sexuel et d'exploitation, financière notamment, dès l'âge de trois ans. » Elle y évoque également la dépression du post-partum vécue par beaucoup de femmes, saluant le courage de « toutes les mères qui font ce qu'elles peuvent. »

## Production artistique

### Albums studio
- 1991 : Alanis
- 1992 : Now Is the Time
- 1995 : Jagged Little Pill (album classé parmi les 50 plus grands albums de tous les temps catégorie Women who rock)[37]
- 1998 : Supposed Former Infatuation Junkie
- 2002 : Under Rug Swept
- 2004 : So-Called Chaos
- 2008 : Flavors of Entanglement
- 2012 : Havoc and Bright Lights
- 2020 : Such Pretty Forks in the Road
- 2022 : The Storm Before the Calm

### Albums live
- 1998 : MTV Unplugged (Maverick Records)
- 2002 : Live in Salt Lake City Bootleg (Maverick Records)
- 2013 : Live at Montreux (Maverick Records)

### Autres participations
- 1994 : le titre I have Faith (sur l'album éponyme du groupe Tabarruk)
- 1998 : les titres Don't Drink The Water et Spoon (sur l'album Before These Crowded Streets de Dave Matthews Band)
- 1998 : le titre Uninvited (sur la BO de La Cité des anges)
- 1998 : les titres Mindfield, Drift Away et I Was Walkin' (sur l'album Vertical Man de Ringo Starr)
- 1999 : le titre Still (sur la BO de Dogma)
- 1999 : le titre Baba (Live) (sur la compilation NO BOUNDARIES A benefit for the Kosovar Refugees)
- 1999 : les titres Mercy, Hope, Innocence, et Faith (sur la compilation The Prayer Cycle)
- 2001 : le titre Question (en duo avec Tricky, chanson inédite)
- 2001 : le titre Excess (en duo avec Tricky sur l'album Blowback)
- 2004 : le titre Let's Do It (Let's Fall in Love) (sur la BO de De-Lovely)
- 2005 : le titre Wunderkind (sur la BO du Le Monde de Narnia : Le Lion, la Sorcière blanche et l'Armoire magique)
- 2005 : le titre Crazy (Version 2005) (sur la BO de Le Diable s'habille en Prada)
- 2010 : le titre I Remain (sur la BO de Prince of Persia : Les Sables du Temps)
- 2016:  le titre Ironic (dans l'episode 4 San Junipero de la saison 3 de Black Mirror, à la 28:12 minutes).

### Singles
| Single                    | Album                              | Format             | Commentaires                         |
| ------------------------- | ---------------------------------- | ------------------ | ------------------------------------ |
| You Oughta Know           | Jagged Little Pill                 | Maxi CD            | 4 titres                             |
| Head over Feet            | Jagged Little Pill                 | Maxi CD            | 4 titres                             |
| Hand in My Pocket         | Jagged Little Pill                 | Boitier Album CD   | 2 titres - Japan Edition             |
| Ironic                    | Jagged Little Pill                 | Maxi CD            | 3 titres                             |
| Ironic                    | Jagged Little Pill                 | CD single cartonné | 4 titres                             |
| You Oughta Know           | Jagged Little Pill                 | CD single cartonné | 4 titres                             |
| Hand in My Pocket         | Jagged Little Pill                 | CD single cartonné | 3 titres                             |
| You Learn                 | Jagged Little Pill                 | CD single cartonné | 4 titres                             |
| You Oughta Know           | Jagged Little Pill                 | CD single cartonné | 3 titres avec Acoustic Grammy Awards |
| All I Really Want         | Jagged Little Pill                 | CD single cartonné | 3 titres, édition française          |
| Unsent                    | Supposed Former Infatuation Junkie | Boitier Album CD   | 3 titres                             |
| Thank U                   | Supposed Former Infatuation Junkie | Maxi CD            | 3 titres                             |
| Joining You part.1        | Supposed Former Infatuation Junkie | Maxi CD            | 4 titres                             |
| Joining You part.2        | Supposed Former Infatuation Junkie | Maxi CD            | 3 titres                             |
| So Pure Redbox (part.1)   | Supposed Former Infatuation Junkie | Maxi CD            | 4 titres                             |
| So Pure GreenBox (part.2) | Supposed Former Infatuation Junkie | Maxi CD            |                                      |
| Thank U                   | Supposed Former Infatuation Junkie | CD single cartonné | 2 titres                             |
| So Pure                   | Supposed Former Infatuation Junkie | CD single cartonné | 1 titre - CD PROMO                   |
| Joining You               | Supposed Former Infatuation Junkie | CD single cartonné | 2 titres                             |
| You Learn                 | MTV Unplugged                      | CD single cartonné | 2 titres                             |
| That I Would Be Good      | MTV Unplugged                      | Maxi CD            | 4 titres                             |
| King Of Pain              | MTV Unplugged                      | Maxi CD            | 4 titre - CD PROMO - Japan Edition   |
| Uninvited                 | City of Angels Soundtrack          | Maxi CD            | 1 titre - CD PROMO                   |
| Hands Clean CD1 - PinkBox | Under Rug Swept                    | Maxi CD            | 3 titres                             |
| Hands Clean CD2 - BluBox  | Under Rug Swept                    | Maxi CD            | 4 titres                             |
| Precious Illusions CD1    | Under Rug Swept                    | Maxi CD            | 3 titres                             |
| Precious Illusions CD2    | Under Rug Swept                    | Maxi CD            | 3 titres                             |
| Precious Illusions        | Under Rug Swept                    | CD single cartonné | 2 titres                             |
| Everything                | So Called Chaos                    | CD single cartonné | 2 titres                             |
| Everything CD1            | So Called Chaos                    | Maxi CD            | 3 titres + 1Clip                     |
| Everything CD2            | So Called Chaos                    | Maxi CD            | 2 titres                             |
| Out is Through CD1        | So Called Chaos                    | Maxi CD            | 2 titres                             |
| Out is Through CD2        | So Called Chaos                    | Maxi CD            | 3 titres                             |
| Out is Through            | So Called Chaos                    | Maxi CD            | 1 titre - CD PROMO                   |
| Eight Easy Steps          | So Called Chaos                    | Boitier album CD   | 4 titres                             |
| Eight Easy Steps          | So Called Chaos                    | Vinyl              | 4 titres                             |
| Crazy                     | The Collection                     | Boitier album CD   | 5 titres                             |
| Crazy                     | The Collection                     | Maxi CD            | 3 titres                             |
| Underneath                | Flavors of Entanglement            | CD single 2008     | 1 titre - CD PROMO                   |

### Théâtre, cinéma et télévision
- 1986 : You Can't Do That on Television
- 1999 : Dogma, dans le rôle de Dieu
- 1999 : Les Monologues du vagin
- 1999 : Sex and the City, dans le rôle de Dawn, épisode Boy, Girl, Boy, Girl,
- 2002 : Curb Your Enthusiasm, dans son propre rôle, épisode The Terrorist Attack
- 2003 : The Exonerated, dans le rôle de Sunny Jacobs
- 2004 : De-Lovely
- 2004 : American Dreams, épisode What Dreams May Come dans lequel elle chante le titre Offer
- 2005 : Degrassi: The Next Generation, dans le rôle de la Proviseur, épisode Goin' Down the Road: Part 1
- 2005 : Fuck, documentaire.
- 2005 : Just Friends, dans son propre rôle, coupé au montage.
- 2006 : The Exonerated, dans le rôle de Sunny Jacobs
- 2006 : Nip/Tuck, saison 4, dans le rôle de Poppy, la compagne lesbienne de l'anesthésiste Liz.
- 2009 : Weeds, saison 5, dans le rôle de Dr. Audra Kitson.
- 2010 : Radio Free Albemuth de John Alan Simon :
- 2017 : Top Wing : Toutes ailes dehors !, doublage de Sandy la cicogne.

### Vidéos de concerts
- 1997 : Jagged Little Pill, Live Édition VHS
- 1997 : Jagged Little Pill, Live Édition DVD (7599-38476-2)
- 1997 : Jagged Little Pill, Live Édition Laser Disc
- 1999 : The Paris concert for Amnesty International Édition DVD
- 2002 : Live au Pays Navajo Édition DVD (6000-92308-2)
- 2002 : Come Together - A Night for John Lennon's Words and Music Édition DVD
- 2002 : Feast On Scraps Édition Boitier CD
- 2002 : Feast On Scraps Édition Boitier DVD (7599-38533-2)
- 2005 : VH1 Storytellers Édition DVD (0349-70416-2)